# 多倫多東西向道路列表
以下是加拿大安大略省多倫多的東西向高速公路及主幹道列表。

## 己連堅路
己連堅路（英語：Glencairn Avenue）是加拿大安大略省多倫多的一條東西向道路。它由加里東道（Caledonia Road）開始，在央街結束。

## 柯富士道
柯富士道（英語：Orfus Road）是加拿大安大略省多倫多的一條著名街道，位於約杜（Yorkdale）社區，介於加里東道（Caledonia Road）與德化林街（Dufferin Street）之間。它主要由散貨場（主要是時裝店）、約杜成人日間學校（Yorkdale Adult Day School）及Rinx娛樂中心組成，有「多倫多的加連威老道」之稱。

## 衛信路
衛信路是加拿大安大略省多倫多的一條道路，為約妙斯道（York Mills Road）在央街以西的延續。在1973年之前，這兩條街道沒有與在央爵士道（Yonge Boulevard）以西結束的衛信路相交。由央爵士道開始，衛信路向西延展，在韋斯頓道（Weston Road）以東的加利文路（Kelvin Avenue）附近進入華殊路（Walsh Avenue），然後繼續向西北延展，成為亞比安道（Albion Road）。加利文路的一小段繼續向西延伸，並在Nubana Avenue以西結束，在韋斯頓道曾經的一個住宅區結束，該住宅區於1970年代在韋斯頓道的401號公路的匝道重建時已拆除。
根據歷史學家Mike Filey的說法，衛信路（Wilson Avenue）的Wilson是Willson的錯誤拼寫。鴉打·衛信（Arthur L. Willson）在1875年左右擔任約克鎮的文員及司庫員超過12年。鴉打·衛信的成就之一是編寫了一本《市政手冊》。作為約克（今多倫多）的歷史記載，「該手冊已被發現具有實用價值，可作為了解市政法的指南」。